# Greenfield (Minnesota)
Greenfield è una città degli Stati Uniti d'America, situata in Minnesota, nella Contea di Hennepin.